# 犬王 (動畫電影)
《犬王》是於2022年5月28日上映的日本動畫電影，由湯淺政明執導，野木亞紀子編劇。該片原定於2021年上映，後延期至2022年初夏上映。故事改編自古川日出男的小說《平家物語：犬王篇》，描述室町時代天生外貌畸形的能樂藝者犬王與遭受詛咒失明的琵琶法師友魚，兩者在紛亂時代經歷的奇幻事蹟。
電影發行後獲得正面為主的評價，奔放的視覺風格、涵蓋歷史掌權者與藝術詮釋的主題、配樂獲得好評，但同時也有部分批評電影音樂與畫面脫節、分散觀賞者的注意力的意見。《漂流家園》、《再見了，橡果兄弟！－奇蹟的暑假－》、《犬王》成為入圍第95屆奧斯卡金像獎最佳動畫片角逐名單的日本動畫電影，但三者皆未入圍決選階段。本片還獲得金球獎最佳動畫長片提名與兩個安妮獎提名。

## 故事概要
故事開頭的時間點是存在着小客車的現代，一名外型枯槁的年長男子待在十字路口彈奏琵琶兼獨自低語。時間點回到過去，在室町時代早期（1336-1573），第三任幕府將軍足利義滿的目標是統一南北朝（由北朝統一）。犬王是首都京都猿樂劇團比叡座家中出身的孩子，因其畸形的外表而被同齡人排斥，成年後習慣用葫蘆面具遮掩自己的臉部。盡管犬王因為被父親厭惡而被排除在技藝訓練的行列之外，仍憑著自習學會了歌舞方面的技巧。另一方面，壇之浦出身的漁夫之子友魚，因為父親接受來自京都的武士委託、將源平合戰沉入海中的天叢雲劍打撈上岸，導致父子倆將該把劍撈上來並抽出劍鞘的時候，父親當場被天叢雲劍斬殺身亡，友魚則被劃傷雙眼失明。友魚在聽見化為亡靈且怨恨不平的父親的心聲後，啟程前往京都，途中拜琵琶法師谷一為師精進琴藝，跟隨後者在全國各地旅行了兩年多的時間，成為新一代的琵琶法師。旅途期間，友魚聽聞京都陸續發生用自己風格演奏平曲的琵琶法師遇害的事件，抵達京都後選擇加入谷一所屬的「覺一座」，並獲得「友一」的新名字。
一夜，犬王和因為雙目失明無法看見他的外型的友魚（友一）相遇，兩者交流甚歡，還發現雙方都能接觸無法成佛的平家亡靈，於是兩人決定由犬王表演舞蹈、友魚（友一）負責演奏琵琶，組成雙人表演搭擋。犬王和友魚（友一）的表演風格在京都大獲好評，犬王還發現只要他表演新的舞蹈，身上一部分畸形的部位便恢復成正常人的模樣。友魚（友一）將自己的名字改成「友有」，離開「覺一座」並以「友有座」的名義獨自進行演出，但因為蓄長頭髮、穿著遊女（古代的妓女）衣裝和化妝登台演出遭受「覺一座」的琵琶法師嚴厲批評，唯獨被視為「覺一座」實力第二把交椅的定一表示理解和予以肯定。
伴隨兩者的名氣水漲船高，犬王收到義滿將軍的演出委託，犬王接受在幕府側表演的期間，演繹能面的「直面」的條件，臉部同時發生了變異。犬王獲准和友魚共同登台演出，反而引起犬王的父親的忌妒心。演出當日，犬王和友魚抵達義滿位於北山的宅邸，當周圍因為日蝕陷入昏暗的時候，犬王正式起舞，卻在演出途中告訴友魚（友有），即便他們繼續演出，平家的亡靈也不會像往常那樣成佛。隨著友魚（友有）在精神世界中返回過去的時間點，友魚（友有）窺見了犬王在出生前後發生的相關事件：犬王的父親為了提升自己的演出水準，仰賴具有魔力的能劇面具，甚至為了獻祭殺害許多用自己風格演奏平曲的琵琶法師，然而犬王的父親非但沒有滿足，還用尚在妻子腹中的犬王作貢獻給面具的代價，結果造成犬王誕生時的外型異於常人。犬王的父親見過犬王演出的表現後，再次拿出了他的能劇面具，命令它殲滅了犬王。但是能面拒絕將曾經作為代價給予它的犬王殲滅，反而用魔力殺死犬王的父親。犬王的父親消失後，犬王在演出結束時摘下了面具，露出了一張人類青年的臉。
義滿接見犬王後，向他提出今後不跳覺一的標準版以外的平曲、和琵琶法師斷絕往來的要求，表示如果犬王不服從的話，就把琵琶法師的首級暴露在河灘上。 但隨著幕府對友有座施加了鎮壓，座上的成員相繼被逮捕。友魚（友有）逃入改名為「當道座」的「覺一座」，當幕府的逮捕者出現時，定一勸友魚（友有）稱自己是「當道座的友一」以求明哲保身，友魚（友有）因為堅持演唱自己的歌曲，拒絕了這項提議而被當局收押，盡管友魚（友有）曾逃脫過一次，最終仍在河灘上被斬首處決。犬王雖然也在義滿底下作為能樂舞者獲得了更多的聲譽，但是他畢生創作的音樂沒有一首在後世流傳下來，只剩下他的名字流傳於世。
故事尾聲，時光背景再次回到現代都市的十字路口，揭露故事開頭敘述這段事蹟的長者，其實是友魚（友有）過世後羈留在人世間的靈魂，他還將自己的名字恢復成原本的「友魚」。此時犬王的靈魂出現在他的面前，道出自從他改名以來，花了600年的時間才找到友魚。重逢的犬王和友魚喜出望外之餘，容貌恢復成當年相遇的模樣，並再次像生前搭擋演出時那般表演各自的歌舞。

## 登場人物
犬王（Inu-Oh，聲：AVU chan（女王蜂））
本作主角，京都猿樂劇團比叡座家之子，因為父親為求藝道與附有魔力的能面交易，導致天生外型異於常人，習慣用葫蘆製成的面具遮掩臉部。後來可透過表演逐漸從畸形的外表中恢復正常人的模樣。因緣際會與琵琶法師有魚相會，展開一段奇特的際遇。600年後，靈魂在現代與友魚的靈魂重逢。
友魚（Tomona，聲：森山未來）
本作另一個主角兼主要敘事者，壇之浦出身的漁夫之子，因為父親打撈出天叢雲劍的時候，將該把劍拔出劍鞘，結果造成父親遇害、自己被劃傷雙眼失明，連母親也遭受打擊變得精神失常。為了找出平家藏身之谷的線索踏上旅程，成為琵琶法師後與犬王成為畢生至交，曾更名為「友一（ともいち）」、「友有（ともあり）」，但因為不願屈服當局遭受處決。過世後恢復本名，靈魂在人間羈留長達600年的時間，最終與犬王的靈魂在現代重逢。
足利義滿（Ashikaga Yoshimitsu，聲：柄本佑）

犬王的父親（Inu-Oh's father，聲：津田健次郎）
京都猿樂劇團的領導者，畢生追求至高技藝，但由於仰賴附有魔力的能面交易獲得技藝走火入魔，犯下多起殺害琵琶法師的案件，更將尚在妻子腹中的犬王獻祭給能面，最終被能面的魔力殺害。
友魚的父親（Tomona's father，聲：松重豐）
本名不詳的漁夫，仰賴打撈壇之浦之戰的遺物賺取收入，接受京都的武士委託打撈源平合戰中沉入海裡的天叢雲劍，卻在將劍取出鞘的時候，當場被天叢雲劍攔腰斬斷身軀而死。死後要求友魚為他復仇。
谷一（聲：後藤幸浩）
「覺一座」的琵琶法師兼友魚的恩師，在嚴島神社認識友魚並收其為徒，後來在幕府當局追捕更名為「友有」的友魚時，為了幫助友魚而死在刀下。
明石覺一（聲：本多力）
「覺一座」的長老，編篡『平家物語』正本的作者。
定一（聲：山本健翔）
「覺一座」裡實力僅次於覺一的琵琶法師。

## 製作人員
- 原作：古川日出男《平家物語 犬王之卷》
- 導演：湯淺政明
- 劇本：野木亞紀子
- 人物原案：松本大洋
- 音樂：大友良英
- 總作畫監督：龜田祥倫、中野悟史
- 人物設計：伊東伸高
- 主動畫師：松本憲生
- 導演補佐：山代風我
- 作畫導演：榎本柊斗、前場健次、松竹德幸、向田隆、福島敦子、名倉靖博、針金屋英郎、增田敏彥、伊東伸高
- 美術導演：中村豪希
- 色彩設計：小針裕子
- 攝影導演：關谷能弘
- 剪接：廣瀨清志
- 音響導演：木村繪理子
- 音響效果：中野勝博
- 錄音：今泉武
- 音響制作：东北新社
- 歴史監修：佐多芳彥
- 能樂監修：宮本圭造
- 能樂實演監修：龜井廣忠
- 琵琶監修：後藤幸浩
- 動畫制作：Science SARU
- 發行商：Aniplex、Asmik Ace
- 製作委員會：“INU-OH” Film Partners

## 反響

### 國內評價
日本影視媒體網站《Real Sound》駐站影評家小野寺系給予本片好壞參半的評價，小野寺系稱道，湯淺融合搖滾、流行、芭蕾等要素，創作出類似《爵士大名》般獨一無二的「歷史搖滾歌劇」，出現現代動作的時代劇作品具有劃時代的意義，其中出人意料的演出更是一種設計嘗試，雖然犬王和友魚分別被描繪成現代魅力十足的偶像，但這種獨特性和犬王劇裡高度仿效麥可·傑克森的舞步，造成內容本身缺乏原創性。他還指出犬王通過歌舞「治癒」了先天「詛咒」的故事，儘管無意但不可避免地會喚起某種障礙，讓人們覺得故事本身包含了一種壓迫性的視角，無論如何跟進製作和台詞，將「異於常人的外型」與「詛咒」聯繫在一起的不舒服感覺將繼續存在。《日本時報》的詹姆斯·哈德菲爾德（英語：James Hadfield）在影評文章給予本片2.5顆星（滿分5顆星），評論湯淺政明雖然終於獲得了重大突破，卻發現他們的創造力因商業需求和行業政治而變得遲鈍，他形容本片與其說是一部搖滾音樂劇，不如說是一部動畫音樂會電影，而且視覺或音樂的多樣性幾乎不足以讓事情變得有趣。但肯定了電影很好地洞察了民間傳統是如何誕生，以及流行文化和歷史本身是如何被那些在社會中掌握權力的人所操縱的。
2023年2月，日本動畫評論家渡邉大輔、杉本穂高、藤津亮太回顧2022年度的動畫電影，藤津亮太稱讚本片的視覺效果趣味性與戲劇性，融合音樂元素，符合全球趨勢。杉本穂高評論《犬王》是一部「自由豁達的歷史作品」。渡邊大輔則評析道，本片不僅跟上自《你的名字》以來結合動畫影像與音樂的作品趨勢，而且還如同《龍與雀斑公主》、《讓我聽見愛的歌聲》、《ONE PIECE FILM RED》出現主角歌唱的設計，顯然與真人電影《波希米亞狂想曲_(電影)》和《貓王艾維斯》延續的音樂家電影趨勢有關。

### 國際評價
《犬王》在歐美影評圈獲得正面為主的評價，爛番茄根據43條評論（38條好評，5條差評），獲得88%新鮮度，平均得分7.6分（滿分10分），網站影評家共識評論寫道：「湯淺政明的粉絲們將來到《犬王》，期待一場視覺盛宴——而這場音樂動畫盛宴不會讓他們失望」。Metacritic根據14條評論（13條好評，1條褒貶不一），獲得加權平均分數77分（100分），代表「普遍好評」。
《Collider》的蔡斯·哈欽森（英語：Chase Hutchinson）給本片A-的評價，稱讚電影爆炸性和娛樂性的表演、平靜的時刻、視覺和聲音的表現、呈現堅持藝術和友誼的活力的重要性的訊息，評論本片「雄心勃勃但專注，這是一部從歷史和幻想中汲取靈感的電影，然後通過歡樂的音樂塑造出來。結果是一部充分利用其魔力的史詩，避開了令人遺憾的典型形式限制，成為一種既深刻反思又美麗實現的東西。」。《IndieWire》的大衛·埃利希（英語：David Ehrlich）給本片的分數為B+，稱「自1973年的《悲傷的貝拉朵娜》以來，還沒有一部動畫片以如此催眠迷幻的方式，重新想像古代歷史。」、「從本質上講，《犬王》是一部敘事的電影，講述的是讓過去保持活力的力量，雖然湯淺的狂歡盛宴有時會太容易打滑而難以堅持，但它總是以一種服務於最終目的的方式證明是令人難忘的」。《綜藝_(雜誌)》的彼得·德布魯格（英語：Peter Debruge）稱「湯淺為能樂傳統注入了活力，《犬王》之於能劇就像噴繪塗鴉之於日本傳統書法一樣。」，他還形容電影裡的表演「更接近於由Kiss合唱團或皇后合唱團等人舉辦的壯觀舞台表演，而不是在附近神社上演的優雅克制的舞蹈詩歌。」。
不過仍有些媒體和影評家對本片的看法不一，或是持批判觀點。影評網站「RogerEbert.com」的賽門·艾布倫斯（英語：Simon Abrams）給了本片2.5顆星（滿分4顆星）的分數，稱本片在視覺上的表現方式，與觀眾在配樂中聽到的音樂之間存在根本性的脫節，雖然湯淺突出了松本人物獨特、素描般魅力的笨拙特徵和粗獷的線條，但浮誇而樸實無華的搖滾音樂，分散了人們對這些表演的精緻和精確的注意力。。《華爾街日報》的凱爾·史密斯（英語：Kyle Smith）則稱「那些想帶他們更成熟的孩子去看比《DC超級寵物軍團》更富有想像力的動畫電影的人，會發現日本動畫片《犬王》正符合這項要求，你有機會欣賞中世紀的搖滾歌劇嗎？但是富有想像力的誘因並不代表一切。」。兼任廣播影評人協會和線上影評人協會影評家的麥克·麥葛拉納漢（英語：Mike McGranaghan）在影評網站「The Aisle Seat」給予本片1.5顆星（滿分4顆星）的評價，他稱讚湯淺設想獨特的景象和創造性的動畫角度的天賦，但指稱電影與其說是三幕結構，不如說是一種單薄的情節，儘管每首令人難忘的搖滾歌曲都講述了一個故事，但這些故事並不是特別有趣，寫道：「沒有一個强大的故事和立體的人物，《犬王》只是為了他們自己而呈現的華麗動畫場景的集合。很快就讓人厭煩。」。
2023年3月，本片在爛蕃茄發表「根據爛番茄評論家評比，100部不限時間的最佳日本動畫電影」排行榜名列第22名，為湯淺政明在該站獲得最高分的電影。

## 獎項
獲獎獎項
- 富川國際動畫電影節 - 長篇競賽部門特別優秀賞[19]

- 2022年加拿大奇幻電影節（英语：Fantasia International Film Festival）最佳動畫長片獎銀牌、觀眾獎最佳動畫長片獎

- 錫切斯影展 時光機獎

- 義大利未來影展 最佳電影長片獎

- 第77屆每日電影獎 大藤信郎賞（日语：大藤信郎賞）[20]

- 2023年Gold List黃金名單 最佳動畫長片獎榮譽提名獎 [21][註 2]

- 第22屆 未來影展（義大利語：Future Film Festival） Bper 綠色未來獎（the Bper Green Future Prize）[22]

- 2023年 第1屆新潟國際動畫電影節 大川＝蕗谷獎 [註 3]

提名與待定獎項
- 2021年威尼斯影展 地平线单元 最佳影片（提名）

- 2022年佛羅里達影評人協會 最佳動畫片獎 (提名)

- 第77屆每日電影獎  最佳音樂獎（大友良英）（提名）[20]

- 第80屆金球獎 最佳動畫片獎（提名）[24]

- 第27屆衛星獎 最佳電影動畫或混合媒體（待定）

- 第50屆安妮獎 最佳編劇獎（提名）、最佳獨立片獎（提名）

- 第46屆日本電影學院獎 最佳動畫獎（提名）[25]

- 2023年VFX-JAPAN獎（日语：VFX-JAPANアワード）最優秀獎（提名） [26]

- 2022年拉丁娛樂記者聯盟 最佳動畫片獎[27]

- 第10屆動畫趨勢獎（Anime Trending Award）年度動畫電影獎[28]

## 備註
1. ↑  湯淺政明接受採訪時，稱犬王其實並不想變成正常人的模樣[6]。
2. ↑  與《小虎墩大英雄》並列榮譽提名獎
3. ↑  與《鬼滅之刃劇場版 無限列車篇》、《THE FIRST SLAM DUNK》、《劇場版 咒術迴戰 0》、《漁港的肉子》並列獲獎[23]

## 外部連結
- 官方网站 （日語）
- 犬王的X（前Twitter） （日語）
- 互联网电影数据库（IMDb）上《犬王》的资料（英文）